# Духан, Абдель-Фаттах
Шейх Абдель-Фаттах Хасан Абдель-Рахман Духан (араб. عبد الفتاح حسن عبد الرحمٰن دخان‎; 1936, деревня Ирак Сувайдан — 11 октября 2023 Сектор Газа) — один из основателей палестинского террористического движения ХАМАС, один из лидеров «Братьев-мусульман» в секторе Газа и член Законодательного совета Палестины. Ликвидирован в результате целенаправленной контратаки во время Операции «Железные мечи».

## Биография
Абдель-Фаттах Духан родился в 1936 году в иракской деревне Свейдан (сегодня недалеко от Кирьят-Гата). Во время арабо-израильской войны (1947—1949) он бежал со своей семьёй в сектор Газа и жил в лагере беженцев Нусейрат. В 1950-е годы он принял идеологию «Братьев-мусульман» и влился в ряды движения, в этом контексте он познакомился с шейхом Ахмедом Ясином, который с 1968 года возглавлял движение в секторе Газа. Абдель-Фаттах Духан помог Ясину укрепить исламские элементы среди населения сектора Газа. В 1973 году Ясин основал «Исламскую муджаму» — социальный механизм, действовавший в секторе Газа, а Абдель-Фаттах Духан был назначен главой отделения ассоциации в Нусирате. Одновременно он работал директором школы в лагере беженцев. В 1984 году он был заместителем Ясина в качестве руководителя исламского течения в секторе Газа, после того как Ясин был посажен в тюрьму после создания террористической организации «Аль-Муджахадун аль-Палестинион». Ясин был освобождён год спустя в рамках сделки с Джибрилем.
10 декабря 1987 года, на следующий день после начала первой интифады, Абдель-Фаттах Духан присутствовал на встрече в доме Ясина, на которой было решено создать террористическое движение ХАМАС. Создание движения ознаменовало переход исламского движения в секторе Газа от ненасильственной социальной деятельности к воинственной джихадной деятельности против Израиля. С момента основания движения Абдель-Фаттах Духан был назначен ответственным за операции ХАМАС в лагерях беженцев в центре сектора Газа. Хотя он был одним из основателей ХАМАС, Абдель-Фаттах Духан активно работал в политическом, а не в военном крыле движения. Абдель-Фаттах Духан занимал свою позицию в движении в годы Интифады, пока он не был депортирован в Ливан в декабре 1992 года вместе с сотнями других боевиков ХАМАСа в ответ на убийство израильского солдата Ниссима Толедано.
После соглашений Осло между ООП и ХАМАСом возникла серьёзная напряженность из-за готовности признать Государство Израиль. на выборах в Законодательный совет Палестины. В августе 1996 года Абдель-Фаттах Духан прибыл на Западный берег реки Иордан с одобрения Израиля, чтобы попытаться выступить посредником в борьбе между активистами военного крыла ХАМАСа и службами безопасности Палестинской автономии. Абдель-Фаттах Духан продолжал действовать в политических рамках ХАМАСа, а также в рамках общественной деятельности среди жителей сектора Газа. В 2005 году он занял 10-е место в национальном списке Партии реформ и перемен, партии, созданной от имени ХАМАСа в рамках подготовки к выборам в Законодательный совет Палестины. В январе 2006 года он был избран в совет на выборах, на которых ХАМАС победил ФАТХ и взял на себя управление правительством в секторе Газа.
Абдель-Фаттах Духан получил степень бакалавра географии в Каирском университете.

## Личная жизнь
Его сыновья присоединились к военному крылу движения. Его сын Тарек был одним из основателей бригад Изз ад-Дин аль-Кассам и был убит 8 апреля 1992 года при попытке бегства в Египет. Другой сын, Мухаммед, принимал участие в терактах в Хевроне и Джабалии, был пойман ШАБАКом и приговорён к трём пожизненным заключениям. Младший сын Дохана, Заид, был убит в феврале 2006 года при попытке заложить взрывное устройство возле забора по периметру Израиля на контрольно-пропускном пункте Кисуфим.
11 октября 2023 года он был убит израильскими ВВС в своем доме в секторе Газа вместе с двумя своими сыновьями, также боевиками ХАМАСа, в результате Операции «Железные мечи».